# Nawabganj
Nawabganj este un oraș din Bangladesh.